# 小岛秀夫
小島秀夫（日语：／ Kojima Hideo，1963年8月24日—）是一位日本遊戲設計師，現任遊戲公司小岛工作室總監暨創辦人。
此前小島自1986年起在日本遊戲公司科樂美任職長達29年，擔任過科樂美電腦娛樂日本部長、旗下部門小島工作室負責人暨創辦人、科乐美數位娛樂创意总监、專務執行董事和副总裁，至2015年12月15日正式離開科樂美並於翌日成立新公司「小島工作室」。儘管小島離開後許多旗下員工仍留在科樂美，但也有一些員工隨小島離開後轉到小島成立的公司。2019年11月8日，獲得兩項金氏世界紀錄。

## 生平
東京都世田谷區出生，因父親的工作之故遷居神奈川縣茅崎市、大阪府茨木市、兵庫縣川西市。从小学生时代起就喜爱《神探可倫坡》，之后一直爱读科幻、冒险、悬疑小说。再之后开始自己创作小说，由于父亲喜爱看电影也一直向往成为电影作者。从中学时代起和友人试着一起创作电影，曾经计划进入电影界但由于家庭的考虑（其父于小岛在國二时去世）便放弃这一计划上了普通的大学，是哪一所则至今不明。
小岛在大三时他喜爱上了街机游戏，对于出品《功夫小子》之类风格独特的游戏的科乐美产生向往。于1986年加入神户分社并进入MSX部门。小岛曾经为了想制作FC游戏而考虑过辞职。之后他一直在思考怎么在限制较多的MSX上作出超越FC的游戏苦恼。他於1987年制作出了MSX2游戏《Metal Gear》，在当时街机上流行的战争游戏来说，MSX受机能限制不能表现很多的子弹与人物，于是他便设想出了不用发射太多子弹而是潜入敌境这一主意。崭新的创意加上很高的故事性使得MSX上的这一作获得了极大成功。
1988年，他推出了冒险游戏《Snatcher》，这是第一部推出小岛最独特风格的电影手法的游戏。1990年又推出了《合金裝備2 固蛇》。这是科乐美最后一部面向MSX2的游戏。合金装备系列暂时告一段落。
1994年，他又进一步推广《Snatcher》的游戏方式作出了《宇宙骑警》（Policenauts）。
1995年，随着科乐美分社化他成为了科乐美大阪的开发第5部部长，第二年开发第5部独立成为了科乐美电脑娱乐日本（Konami Computer Entertainment Japan），将开发基地设在东京。
1998年，《合金装备》再次大热，本作是靠了PlayStation的机能而焕然一新的《合金装备》（Metal Gear Solid），它极大地扩大了合金装备爱好者的人群，而且在美国的售出更是远超日本而达到了百万级的人气，全世界共卖出660万份，成为极成功的一作。
2001年，小岛秀夫开发了机器人动作游戏《终极地带》（Zone of the Enders）和《合金装备》的续作《合金装备2》，本作承接前作的人气，使得小岛被2001年12月24日美国《新闻周刊》评出的“开拓未来的10人”中唯一一个入选的日本人。
2004年，推出《合金装备3》，小岛获得了G4Tech TV开办的「G-Phoria」特别功劳奖。
2005年4月，科乐美进行了重新改组，科乐美电脑娱乐日本被重新并入总社，同年5月小岛工作室成立，12月它的官方网站博客“HIDEO BLOG”开始播放网络电台“HIDECHAN! Radio”。小岛的制作成员和合金装备系列的声优在此进行谈话节目。
2006年，随着科乐美上市，小岛转入新开设的子公司科乐美数码娱乐，同时成为了执行董事兼创作主任。当年10月23日他被选为全美业界制作人评出的"全世界瞩目数码系制作人/创作人50人"中的一员。
2008年6月，PlayStation 3专用游戏软件《合金装备4》在全世界同时上市。
2009年3月，受2009年游戏开发者大会（GDC 2009）邀请作了《固体游戏设计：将不可能变为可能》为题的演讲。在演讲中发表了“MISSION: The NEXT MGS”标题下的持刀男子像（之后在周刊《Fami通》的采访中表明了是雷电）。
2009年4月，担任科乐美数码娱乐的专务执行董事。
2009年6月2日-3日，E3 2009上小岛发表了将制作多平台的《合金装备：崛起》、PSP平台的《合金装备：和平行者》和街机平台的《合金装备 acrade》”三作，以及PlayStation 3 / Xbox360平台的动作游戏《惡魔城：闇影主宰》(闇影主宰這款作品小島只有參予日本語版本的配音等相關工作監督,遊戲本身為西班牙的製作公司製作 製作人為Dave Cox)。
2011年4月1日，小岛升为科乐美数码娱乐的副总裁。
2015年3月，隨著科樂美集團大幅重整，小島工作室團隊被解散，小島本人也遭解任。
2015年12月16日，對外確認已離開科樂美數位娛樂，並成立新遊戲公司小岛工作室。
2016年6月，於美國E3宣布小島製作自科樂美脫離獨立後由SIE發行的首部作品《死亡擱淺》。
2016年12月，於「2016年遊戲大獎」獲頒發「The Industry Icon Award」。
2019年11月8日，小島獲得了兩項金氏世界紀錄，分別是「在Twitter擁有最多关注者的遊戲總監」（Most followers on Twitter for a videogame director）與「在Instagram擁有最多关注者的遊戲總監」（Most followers on Instagram for a videogame director）。
2020年4月2日，《死亡擱淺》於英國電影學院獎獲得最佳技術成就獎，而小島則被授予終身成就獎。
2022年3月9日，獲日本文化廳「藝術選獎」媒體藝術類別文部科學大臣賞。 
2022年11月12日，獲Anan Awards 2022 文化部門獎。

## 个人
小岛称决定成为游戏制作人的作品就是《超级马里奥兄弟》和《港口镇连续杀人事件》，并公开声称以宫本茂和堀井雄二为师。小岛秀夫一向将玩家定义为面向能充分理解作品内容和意义的人群，2004年东京电玩展上半开玩笑地说过“轻玩家都去死”而引起议论。
在长年制作合金装备系列的过程中，几乎每出一作都声称这一次将会使系列完结，自己将不再制作新作。而在最新作《合金装备4》面世前又声称这是本人监督制作的最后一部合金装备，之后的新作将交棒给下一代制作人。但是E3 2009上推出的最新两作当中，面向PSP的《合金装备：和平行者》又是小岛本人监督。
其人在坐飞机时总睡不着，总是以看书或看电影打发时光。另外讨厌吃虾和蟹。小岛声称过，“我和电影导演一样，是游戏的导演”，“在外国一问‘Director’一词，没人不知道是干什么的”。
小島秀夫相當欣賞台灣電影《艋舺》，在2011年「台北國際電玩展」訪台期間曾拜訪了導演鈕承澤。
小島秀夫亦相當關注遊戲科學出品的首個中國產3A大作《黑神話悟空》，除了稱讚其美學設計外，並第一時間發表了開箱影片。

## 作品列表

### 遊戲
- 夢大陸 ADVENTURE(夢大陸アドベンチャー)（1986年）- 副導演
- 潛龍諜影系列 (Metal Gear Series)
  - 合金装备 (1987年游戏) (メタルギア)（1987年）- 企劃、劇本、導演
  - 合金装备2：固蛇 (メタルギア2 ソリッドスネーク)（1990年）- 企劃、劇本、導演、人物設計
  - 潛龍諜影 (Metal Gear Solid  )（1998年）- 企劃、劇本、導演、製作、編輯
  - 潛龍諜影2：自由之子 (Metal Gear Solid 2: Sons of LIberty  )（2001年）- 企劃、劇本、導演、製作、編輯
  - 潛龍諜影：孿蛇 (Metal Gear Solid: The Twin Snakes  )（2004年）- 製作、遊戲設計、導演
  - 潛龍諜影3：食蛇者 (Metal Gear Solid 3: Snake Eater  )（2004年）- 企劃、劇本、導演、製作、編輯
  - 潛龍諜影4：愛國者之槍 (Metal Gear Solid 4: Guns of the Patriots  )（2008年）- 劇本、製作、導演
  - 潛龍諜影：和平行者 (Metal Gear Solid: Peace Walker)（2010年） - 企劃、劇本、導演、製作
  - 潛龍諜影崛起：再復仇 (Metal Gear Rising:Revengeance)（2013年） - 监制
  - 潛龍諜影V：原爆點 (Metal Gear Solid V: Ground Zeroes)（2014年） - 企劃、劇本、導演、製作
  - 潛龍諜影V：幻痛 (Metal Gear Solid V: The Phantom Pain)（2015年） - 企劃、劇本、導演、製作
- Snatcher(スナッチャー)（1988年）- 企劃、劇本、導演
- Policenauts(ポリスノーツ)（1994年）- 企劃、劇本、導演
- 心跳回憶 Drama Series (ときめきメモリアルドラマシリーズ)
  - 虹色青春(虹色の青春)（1997年）- 企劃、製作、戲劇導演
  - 彩之爱歌(彩のラブソング)（1998年）- 企劃、製作
  - 旅行之诗(旅立ちの詩)（1999年）- 執行製作
- 我們的太陽系列(ボクらの太陽シリーズ)
  - 我們的太陽(ボクらの太陽)（2003年）- 企劃、製作
  - 續‧我們的太陽(続・ボクらの太陽 太陽少年ジャンゴ)（2004年）- 企劃、製作
  - 新‧我們的太陽 薩巴塔的反攻(新・ボクらの太陽 逆襲のサバタ)（2005年）- 企劃、製作
  - 我們的太陽 江格＆沙巴特(ボクらの太陽 Django＆Sabata)（2006年）- 企劃、製作
- 星域毀滅者系列
  - Zone of the Enders（2001年）- 製作
  - Zone of the Enders: The 2nd Runner (日本地區名稱為 Anubis: Zone of the Enders)（2003年）- 企劃、製作
- 惡魔城系列
  - 惡魔城：闇影主宰(キャッスルヴァニア -ローズオブシャドウ-)（2010年）- 日本語版總合監修（負責日文版的翻譯和配音監修 本遊戲的製作人是Dave Cox）
- P.T.－已被科樂美中止開發
- 死亡擱淺(Death Stranding)（2019年）- 企劃、劇本、導演、製作、編輯
- 控制(Control)（2019年） - 客串配音
- 赛博朋克2077（Cyberpunk 2077）（2020年） - 客串
- 死亡擱淺2：冥灘之上（Death Stranding 2 On The Beach）（2025年）- 企劃、劇本、導演、製作、編輯
- OD（Working Title）- 制作（其他職位待公佈）

### 書籍
- 創作的基因：我所愛着的MEME們（2019年，新潮文庫）

## 外部連結
- 官方網誌（日語）
- 小岛秀夫的X（前Twitter）（日語）
- 小岛秀夫的X（前Twitter）（英文）
- 小岛秀夫在互联网电影资料库（IMDb）上的資料（英文）
- 小岛秀夫 RAWG （页面存档备份，存于） （英文）
- 小岛秀夫 Mobygames （页面存档备份，存于） （英文）